# Asjkenazische Joden

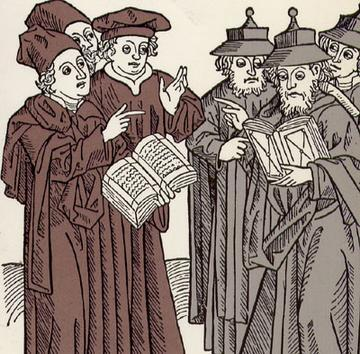
Christenen en Joden, Duitsland 15e eeuw. De Joden (rechts) dragen de voor Joden verplichte 'Jodenhoed'

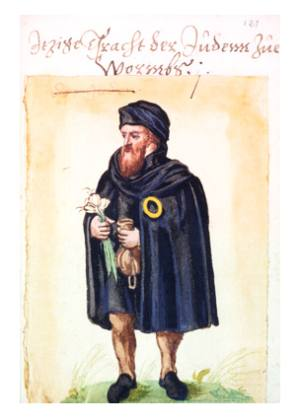
Asjkenazische man in Duitsland (16e eeuw) met het voor Joden verplichte gele teken op zijn mantel. Hij draagt een zak met geld en knoflookstrengen - symbolen die vaak gebruikt werden bij de afbeelding van Joden.

De Asjkenazische Joden (Hebreeuws: אשכנזים , Asjkenazim) vormen een etnisch-religieuze groep binnen het jodendom. Ze worden onderscheiden van de Sefardische Joden en Mizrahi Joden, andere cultureel-religieuze groepen binnen het jodendom. De aanduiding Asjkenazisch of Asjkenazim werd door Joden in de middeleeuwen gebruikt voor Duitsland, meer in het bijzonder naar het gebied rond de Rijn.

## Herkomst van de naam
De aanduiding Asjkenazim verwijst naar Askenaz, die in Genesis 10:3 genoemd wordt als zoon van Gomer. Vanaf de 9e eeuw ontstond onder Joden het gebruik om Joden die in Duitsland rond de Rijn woonden Asjkenazim te noemen. Na de verdrijving van Joden uit Engeland en Frankrijk in de 13e en 14e eeuw werd de aanduiding gebruikt voor alle Europese Joden, inclusief die uit Oost-Europa (waar veel Duitse Joden na de kruistochten naartoe trokken), maar exclusief die uit Spanje en Portugal, die Sefardim werden genoemd.

## Geschiedenis

### Diaspora
Volgens de bijbel, werden aan het einde van de periode van het joods bestuur in het land Israël, ten tijde van de vernietiging van de Tweede Tempel in Jeruzalem, door de Romeinen de Joden uit het land verbannen. Er zijn echter aanwijzingen dat deze verbanning niet gold voor het hele oude Judea want hier waren nog lang belangrijke joodse culturele centra. Alleen voor Jeruzalem werd vrij strikt een joods verbanningsedict gehandhaafd. Gedurende de daaropvolgende eeuwen verdeelden de verbannen Joden zich hoofdzakelijk in drie grote groepen: de Asjkenazische Joden in Centraal-, Oost-, en deels West-Europa, de Sefardische Joden in Zuid-Europa en de Mizrachi-Joden in wat nu de Arabische landen zijn. Daarnaast zijn enkele kleinere groepen blijkbaar destijds verloren gegaan; zij komen nu terug, uit landen zoals Ethiopië en India. Maar ten tijde van de eerste eeuwen was de Joodse gemeenschap in Mesopotamië verreweg de belangrijkste gemeenschap wat betreft aantallen en culturele invloed. Deze positie was al sinds de Babylonische ballingschap onaangetast. Hier kwam onder andere ten slotte de Talmoed in zijn definitieve vorm gereed tegen het jaar 800. Behalve in Spanje, het Griekstalige Oost-Romeinse Rijk en Italië woonden er ook veel Joden in de Provence. De precieze historische relatie tussen de Byzantijnse Joden en de Asjkenazim was lange tijd onbekend. 

### Afkomst
Uit veel onderzoeken is gebleken dat Asjkenazische Joden hun oorsprong kennen in De Levant.     Waarbij het specifieke genetische profiel van Asjkenazische Joden ook inmengingen met lokale Europese populaties laat zien, voornamelijk in Zuid-Europa in de Klassieke oudheid en Late oudheid. Met name Zuid-Italië wordt gezien als plek waar dit zou hebben plaatsgevonden, waar deze regio in die periode ook een groot Joodse populatie kende.   De meest waarschijnlijk theorie hierbij is dat Joodse mannen met lokale Europese vrouwen in Zuid-Europa trouwden aangezien vooral het mitochondriaal DNA (mtDNA) bij Asjkenazische Joden Europese componenten heeft, waar de mannelijke mannelijke haplogroepen een origine in het Midden-Oosten laten zien   In latere perioden heeft er een zogeheten genetische bottleneck, of ook wel populatieflessenhals genoemd, plaatsgevonden, waarbij er weinig tot geen mensen zich meer bij de groep zijn gekomen. Een verklaring hiervoor is de toenemende vijandigheid vanuit de omringende Christelijke samenlevingen waarin Asjkenazische Joden zich bevonden. Door deze ontwikkeling is de groep Asjkenazische Joden over tijd etnisch gezien steeds homogener geworden. 
In 2022 is er een nieuw grootschalig onderzoek gedaan naar de afkomstig van Asjkenazische Joden bij een Joodse begraafplaats in het Duitse Erfurt, waarbij ondermeer wetenschappers van gerenommeerde universiteiten als Harvard en Cambridge betrokken waren. Tijdens dit onderzoek is er van de restanten van in de 14e eeuw overleden Asjkenazische Joden, genetisch materiaal afgenomen wat liet zien dat de groep in die periode heterogener was dan in de huidige tijd. Dit bevestigt wederom de hypothese dat de groep Asjkenazische Joden een sterke genetische bottleneck heeft gekend. Het onderzoek wist hiernaast ook de gemixte Midden-Oosterse en Zuid-Europese afkomst van Asjkenazische Joden aan te tonen, waarbij één groep in het onderzoek meer afkomst in het Midden-Oosten had en de andere groep iets meer Europese origine kende.  
Deze uitkomst staat dan ook haaks op theorieën die er over Asjkenazische Joden worden verspreid, waarbij deze groep wordt weggezet als 'bekeerde Russen' of 'Chazaren', vaak met een verwijzing naar het Rijk der Chazaren, wat een Turks nomadenvolk was dat op de steppen van Centraal-Azië leefden van de zevende tot de tiende eeuw.
Deze theorie wordt soms aangehaald in antisemitische argumenten van aanhangers van diverse bewegingen en ideologieën om het argument te maken dat moderne Joden geen ware afstammelingen van de Israëlieten zouden zijn. Sommige antizionisten halen deze hypothese onder meer aan in een poging de aanspraak van moderne Joden op het land Israël in diskrediet te brengen.
Tot op heden is er slechts één studie geweest die deze met een conclusie is gekomen die deze controversiële theorie zou onderbouwen. In 2013 publiceerde de Israëlisch-Amerikaanse geneticus Eran Elhaik de studie genaamd 'The missing link of Jewish European ancestry: contrasting the Rhineland and the Khazarian hypotheses' waarbij hij concludeerde dat Asjkenazische Joden hun oorsprong in het Oosten van Turkije zouden hebben en hier ook het Jiddisj, een Germaanse taal, zou zijn ontstaan. 
Deze theorie is echter meermaals sterk bekritiseerd door andere wetenschappers en geen enkel ander onderzoek heeft tot op heden aangetoond dat zowel Asjkenazische Joden als het Jiddisj hier daadwerkelijk hun oorsprong zouden hebben.  

### Verspreiding vanuit het Rijnland
Meestal wordt aangenomen dat de Asjkenazim zich vanuit het Rijnland en andere 'gesloten' landen verder verspreidden naar het oosten waar het antisemitisme onder de plaatselijke bevolking (nog) onbekend was. Hier vormden de vluchtelingen gemeenschappen in onder andere Hongarije, Polen en Tsjechië. Deze migratie vond plaats vanaf de 10e eeuw. De migratie was meestal gedwongen, naar aanleiding van vervolging en/of antisemitisme. Zo moesten Joden in het Rijnland onderscheidingstekens dragen als een punthoed en/of een gele cirkel. Deze onderscheidingstekens zouden ook in de meeste nieuwe vestigingslanden gebruikt worden. De belangrijkste taal van de Asjkenazim bleef in die periode het Jiddisch, hoewel er ook groepen zijn die een op het Frans of het Tsjechisch gebaseerde taal spraken, respectievelijk het Sarphatisch en het Knaanisch.
De Asjkenazim onderscheidden zich in het land van vestiging door het behoud van hun eigen cultuur, taal en religie, hoewel cultuur en taal sterk beïnvloed werden door het land waarin zij woonden. Die beïnvloeding zou in de 19e eeuw de basis vormen voor de opkomst van het cultureel-zionisme, dat ernaar streefde de eigen cultuur te behouden. Het zionisme is dus in de Asjkenazische gemeenschap ontstaan. Tegen 1400 vormden de Joodse gemeenschappen in vooral het Pools-Litouwse rijk de belangrijkste joodse bevolkingsgroep ter wereld en dit blijft zo tot aan de Holocaust. Ook in Duitsland leefde een vrij grote Joodse gemeenschap, die in de 17e eeuw werd uitgedund: van 1618 tot 1648 woedde daar de Dertigjarige Oorlog, waarin de vervolging van de Joden toenam. Vele Hoogduitse en Oost-Europese Asjkenazische Joden weken uit naar het Westen en kwamen terecht in Nederland, België en Denemarken en vonden werk op het platteland (als dagloner of turfsteker bijvoorbeeld), in de ambulante handel of als kleine neringdoenden. Zo heeft Zvi Ashkenazi (1656-1718) tussen 1710-1714 als opperrabbijn gediend in Amsterdam wat hem de eretitel Chacham ("een wijs man") opleverde.

### Bevolkingsgroei en verdere migratie

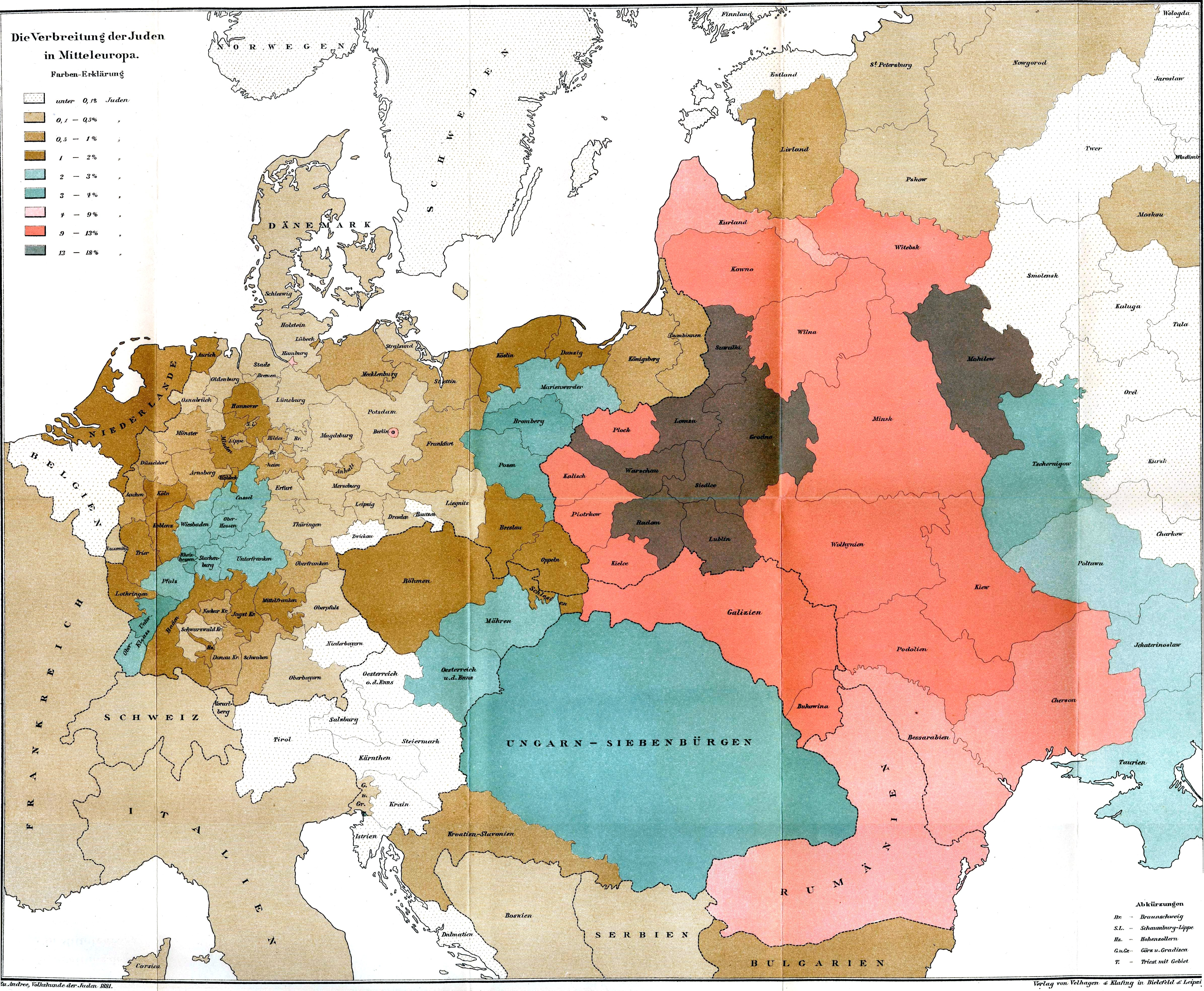
Verspreiding van Joden in Centraal-Europa, 1881

In de 19e eeuw volgde er door de verbeterde medische technieken en een goede voedselvoorziening, waardoor epidemieën en hongersnoden veel minder impact hadden, een bevolkingsexplosie in Europa. Ook de Oost-Europese Joden hadden hier baat bij: in veel Oost-Europese steden en dorpen ontstond een aanzienlijke Joodse minderheid. Onder meer door hun gedeeltelijk afgesloten leven van de omringende bevolking ontstaat er steeds vaker een antisemitische houding van deze bevolking. Pogroms waren soms het gevolg en ook de autoriteiten gebruiken graag de Joden als zondebok als er binnen- of buitenlandse moeilijkheden zijn. Veel Asjkenazim emigreerden naar West-Europa en vooral Amerika.

### Zionisme, Holocaust en Israël
In West-Europa zijn sinds de napoleontische tijd in de meeste landen Joden voor de wet gelijkgesteld met de andere burgers van het land en wordt hun vrijheid van handelen en leven sterk verbeterd. In de praktijk is er nog steeds antisemitisme, maar toch kunnen Joden zich vrijer bewegen en er vindt zelfs een vrij grote secularisatie onder de Joden plaats en assimilatie met de omringende maatschappij. Door verschillende antisemitische voorvallen in West-Europa zoals de Dreyfusaffaire en de voortdurende pogroms in Oost-Europa komt het zionisme op dat een eigen veilig thuisland in Palestina nastreeft voor de Joden waar men in vrede kan leven. Maar de meeste joodse vluchtelingen emigreren naar Amerika in plaats van naar Palestina. Ondanks de vele moeilijkheden in Oost-Europa blijft hier de grootste gemeenschap van Asjkenazim wonen. Als gevolg van de Holocaust, de massavernietiging van joden door de nazi's, verdwijnt een groot deel van het Joods erfgoed door de vernietiging van een eeuwenlange bloeiende gemeenschap. De meeste overlevenden vluchten na de oorlog naar de nieuwe staat Israël of de VS waar tot op heden de grootste gemeenschap Asjkenazim leeft. In Israël is de grote meerderheid der joden ook nog steeds van Asjkenazische herkomst maar velen van hen zijn niet meer praktiserende joden.

## Asjkenazim en Sefardim
In het verleden was er veel frictie tussen de Asjkenazische en Sefardische gemeenschappen. Met name na de stichting van de moderne staat Israël, waar Asjkenazische Joden politiek gezien de boventoon voerden, werd de situatie gespannen. Tot en met de 19e eeuw was de situatie precies andersom geweest, de Sefardim waren altijd veel rijker en machtiger dan de Asjkenazim. De Sefardim waren vooral handelaren, terwijl de Asjkenazim zich meer op ambachten of kleine nering richtten.

## Verschillende Asjkenazische bewegingen

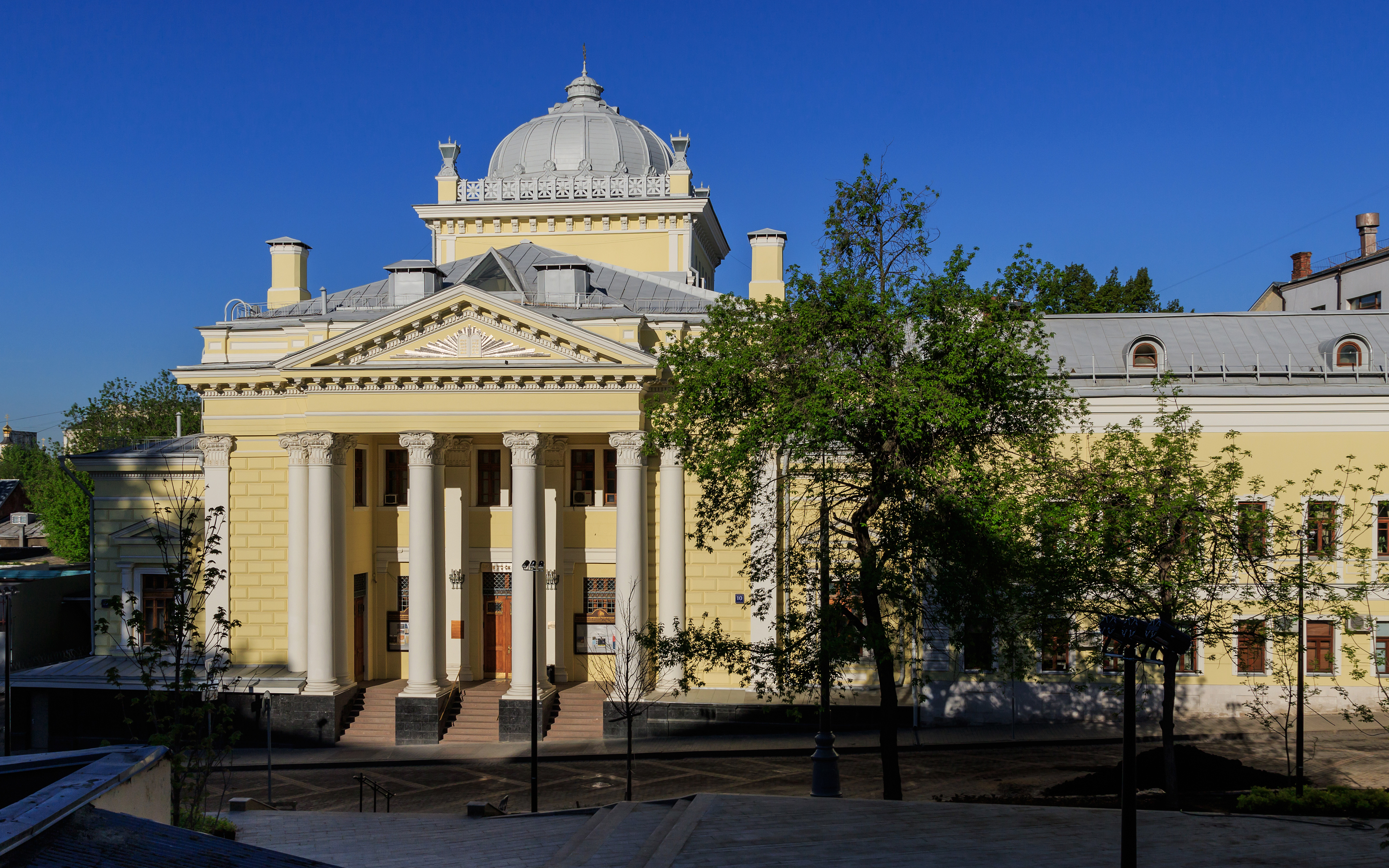
Synagoge in Moskou, Rusland

Binnen het Asjkenazisch Jodendom deed zich in de afgelopen driehonderd jaar een splitsing voor die binnen het Sefardisch Jodendom nooit ontstaan is. Waar het Sefardisch Jodendom in de praktijk slechts één vorm kent, namelijk het orthodox jodendom volgens de Sefardische tradities, is het Asjkenazisch Jodendom uiteengevallen in talloze bewegingen. Zo zijn er de chareidim, die op hun beurt kunnen worden onderverdeeld in Litvish en Chassidisch, en die weer in honderden chassidische bewegingen. Dan zijn er ook verschillende modern-orthodoxe bewegingen. Daarnaast ontwikkelden zich bewegingen die zich losmaakten van het traditionele rabbijns jodendom. Dit werd het liberaal jodendom, dat zich verder heeft vertakt in het reform jodendom, reconstructionistisch jodendom en conservatief jodendom. Tot slot zijn er ook niet-religieuze Joden die zich met geen enkele stroming verbonden weten.

## Asjkenazische namen
Typische Asjkenazische namen zijn Teitelboim en Katzman, maar ook Joden met Nederlandse namen als Polak, De Leeuw, De Hond, Schaap, Citroen en Appel zijn veelal van Hoogduitse afkomst. Dierennamen zijn deels te verklaren omdat een aantal van de 12 stammen van Israël gesymboliseerd wordt door een dier, zo is de leeuw het symbool voor de stam van Juda. Andere diersymbolen zijn bijvoorbeeld beer, vis en hert (Hirsch). Waarom Joden los van deze historische verklaring veelal voor namen kozen die afgeleid waren van dieren of vruchten, is niet bekend. Een mogelijke reden is dat deze namen geen (christelijke) religieuze achtergrond droegen en toch goed in de lokale cultuur pasten. Overigens pasten veel Joden na emigratie hun naam aan aan de lokale taal, zo werd Löwe 'de Leeuw' en Bär 'de Beer'.

## Populatie
De totale wereldwijde Asjkenazische populatie wordt geschat rond de 11 miljoen. Daarmee zijn de Asjkenazim de grootste Joodse groep. Ongeveer 80% van alle Joden wereldwijd behoort tot de Asjkenazim. De grootste Asjkenazische populatie is te vinden in de Verenigde Staten, waar ongeveer 6 miljoen Asjkenazim wonen (in totaal wonen er 7 miljoen Joden in de VS). In Israël wonen circa 2,8 miljoen Asjkenazim. De overige 2 miljoen leven verspreid, vooral in Europa.

## Alternatieve herkomsttheorie
Verschillende historici betwisten de Rijnland-afkomst van de Asjkenazim en stellen dat ze afkomstig zijn van stammen die reeds in de vroege middeleeuwen in Oost-Europa woonden. Hun argumenten worden samengevat in een essay van Arthur Koestler. Een recente verdediger van deze alternatieve herkomst is de Nederlander Van Straten.

Zo zijn er geen historische bronnen die duiden op massamigraties van het Rijnland naar Oost-Europa. Ten tweede, als de Oost-Europese joden van Duitse joden af zouden stammen, moet hun aantal aan het eind van de middeleeuwen laag zijn geweest, hetgeen ook in de literatuur wordt vermeld. Echter, een laag aantal in 1500 heeft als consequentie dat de bevolkingstoename van de Oost-Europese joden tussen 1500 en 1900 extreem groot geweest moet zijn. Dergelijke bevolkingstoenames kwamen in Europa nergens voor, en bewijzen voor deze grote bevolkingstoenames zijn er evenmin. De joodse bevolkingsgroei was in de 19e eeuw wel iets groter dan die van de overige bevolkingsgroepen.
Van Straten concludeert dat de Oost-Europese Joden afstammen van Joden die al vóór het begin van de jaartelling in het gebied woonden dat tegenwoordig Zuid-Rusland en Oekraïne heet. Deze Joden hebben zich sterk vermengd met Zuid-Russen en Slaven, en voor een deel ook met Chazaren die vanaf de 7e eeuw in dit gebied woonden. In de 9e eeuw ging koning Bulan over tot het joodse geloof, mogelijk om zijn onafhankelijkheid te benadrukken ten opzichte van zijn machtige christelijke en islamitische buren. Het is onbekend hoeveel medestamgenoten tot het joodse geloof overgingen. Het is onduidelijk wat de kwantitatieve instroom van de Chazaren is geweest, omdat nakomelingen van de Chazaren niet te identificeren zijn.
Koestler ging iets verder en suggereerde dat de Asjkenazim in hoofdzaak afstammen van de (niet-Semitische) Chazaren.